# Богородицкий, Осип Пантелеевич
Богородицкий Осип (Анисим, Онисим) Пантелеевич (Пантелеймонович) (1787—1826) — доктор медицины, ординарный профессор Харьковского университета, декабрист, масон.

## Биография
Происходил из духовного звания, сын священника. С 1794 года учился в Рязанской духовной семинарии, с 1801 года — в Московской славяно-греко-латинской академии. С 1806 года преподавал в Рязанской семинарии, в 1810 году — и в Рязанском уездном училище. С 1813 года стал преподавать в Рязанской гимназии. В 1815 году поступил вольнослушателем на медицинский факультет Московского университета, где в 1818 году получил звание лекаря 1-го отделения.
С 1818 года член декабристского Союза благоденствия. Только полковник А. Муравьёв указал, что Богородицкий был принят в Союз П. Колошиным, но «он никакого влияния в действиях общества не имел и оставался как бы посторонним»; в результате к следствию по делу декабристов не привлекался.
Посвящён в масонство в конце 1820 — начале 1821 гг. в московской ложе «Александра к тройственному благословению», работавшей по Исправленному шотландскому уставу.
В 1821 году был утверждён в степени доктора медицины и назначен на должность акушера Московского воспитательного дома. С 1822 года — репетитор Повивального института Московского воспитательного дома, чиновник VIII класса.
В 1823 году занял кафедру повивального искусства в Харьковском университете, избран экстраординарным профессором. В 1824 году утверждён в должности ординарного профессора.